# ラテニヴェナトリクス
ラテニヴェナトリクス (学名 Latenivenatrix「隠れた狩人」の意)は、 トロオドン類に分類される恐竜の属。2017年に、以前はトロオドンのものと思われていた化石に基づいて記載されたラテニヴェナトリクス・マクマステラエL. mcmasterae 一種のみで知られる。頭骨は45センチメートル、全長は3.5メートルと見積もられ、既知のトロオドン類では最大のものである。本属の記載に伴い、長い間トロオドンのシノニムとされていたステノニコサウルスが有効名となり、トロオドンが疑問名となった。ラテニベナトリクスとも。

## 発見
ラテニヴェナトリクスのホロタイプ(CMN 12340)は1969年にデイル・ラッセルによってステノニコサウルスとして記載された。1987年にはステノニコサウルス属自体がトロオドンと改められた。化石は1968年にアイリーン・ヴァンダロー Irene Vanderloh によってカナダ王国南部・アルバータ州のダイナソーパーク累層で発見され、標本は複数の頭骨要素、4つの脊椎骨、4つの肋骨、複数の血道弓、腹肋骨、かなり完全な前肢、不完全な後肢からなる。さらに、3つの追加の標本が同じ場所から見つかり、同種のものと考えられている。 それら追加の化石は不完全な標本たちを代表するものとなった。そのうち一つは骨盤を含んでいる。

## 記載
ラテニヴェナトリクスは以下の骨盤の特徴によって他のトロオドン類と区別できる。
- 恥骨が17度の角度で前に傾斜している。
- 恥骨の軸が後ろの方に湾曲している。
- 恥骨の後部表面に大きな筋肉の付着物があり、恥骨末端近くまで達する (これはドロマエオサウルス類のヘスペロニクスにも見られる)。
- 骨盤の他の特徴は他のトロオドン類のものと大差ない。
- 頭骨前部の三角形の形状が前鼻骨の接触面に単一の深い溝を有する。
- 第三中足骨裏側の表面が窪んでいる。この特徴は他のほとんどのトロオドン類には一切見られず、 フィロヴェナトルのようないくつかの属においてははっきりとは確認されていない。

## 分類
ラテニヴェナトリクスは派生的なトロオドン類であると考えられる。おそらくアジアのリンヘヴェナトルやフィロヴェナトルと近縁である。

## 古生態学
ラテニヴェナトリクスは、最大全長3.5メートルと推定される最大のトロオドン類であることが知られている。典型的なトロオドン類のように、おそらく原始的な飛行能力を持たない半雑食性の二足歩行動物だった。そのニッチは、同じ地層から知られているより小型のトロオドン類であるステノニコサウルスのそれとは恐らく異なると思われる。両属は上記の形態学的相違によって区別することができる。